# Paul-Gerhard Franke
Paul-Gerhard Franke (* 14. Januar 1918 in Leipzig; † 18. August 1996 in München) war ein deutscher Wasserbauingenieur und Hochschullehrer.

## Leben
1953 schloss er sein Studium mit Promotion zum Thema Der Abfluß unter einer scharfkantigen Planschütze an der Technischen Universität München ab. 1954 habilitierte er sich dort mit Der Wechselsprung mit freier Deckwalze. Von 1956 bis 1986 war er öffentlich bestellter Sachverständiger für Hydraulik und Wasserbau. Von 1957 bis 1958 war er Gastprofessor am College of Engineering Pune in Indien und UNESCO-Experte. 1960 erhielt er die Professur für Hydraulik und Gewässerkunde an der Technischen Universität München.

## Veröffentlichungen
- Abriß der Hydraulik. 1970–1982.
- Hydraulik für Bauingenieure. 1974.
- mit Adolf Kleinschroth: Kurzbiographien Hydraulik und Wasserbau, Persönlichkeiten aus dem deutschsprachigen Raum. 1991.[1]